# РК Беране
Рукометни клуб Беране црногорски је рукометни клуб из Берана који се такмичи у Првој лиги Црне Горе. Једном је освојио титулу првака Црне Горе, једном је завршио на другом мјесту, док је једном освојио Куп Црне Горе и једном је играо финале.
Основан је 1949. године.

## Историја
Клуб је основан 1949. године, под именом ОРК Иванград. Први пут су се пласирали у Прву лигу 1995. године, након чега су били стандардни учесници Прве лиге Србије у Црне Горе.
Након распада државне заједнице и формирања Прве лиге Црне Горе, Беране је у првој сезони завршило на другом мјесту, уз освојен Куп, након чега су освојили титулу у сезони 2007/08. и играли финале Купа. Због финансијских проблема, клуб је избачен у Другу лигу на крају сезоне 2012/13.
Сезона 2019/20. је прекинута због пандемије ковида 19; Беране је било прво на табели у Другој лиги у вријеме прекида, а Рукометни савез Црне Горе донио је одлуку да нико не испада из Прве лиге, већ да се лига прошири за два клуба, захваљујући чему се Беране вратило у Прву лигу.

## Успјеси
| Такмичење                | Такмичење                | Број                     | Година                   |                          |                          |
| Национално првенство - 1 | Национално првенство - 1 | Национално првенство - 1 | Национално првенство - 1 | Национално првенство - 1 | Национално првенство - 1 |
| ------------------------ | ------------------------ | ------------------------ | ------------------------ | ------------------------ | ------------------------ |
| Првенство Црне Горе      | Првак                    | 1                        | 2007/08                  |                          |                          |
| Првенство Црне Горе      | Други                    | 1                        | 2006/07                  |                          |                          |
| Национални куп - 1       |                          |                          |                          |                          |                          |
| Куп Црне Горе            | Побједник                | 1                        | 2006/07                  |                          |                          |
| Куп Црне Горе            | Финалиста                | 1                        | 2007/08                  |                          |                          |

## Учешће у европским такмичењима
Беране је четири пута учествовало у европским такмичењима:
- 2006/07 - ЕХФ челенџ куп
- 2007/08 - ЕХФ Куп побједника купова
- 2008/09 - ЕХФ Лига Европе
- 2009/10 - ЕХФ челенџ куп

### Утакмице
| Сезона   | Такмичење                 | Коло        | Противник        | Резултат:    |
| -------- | ------------------------- | ----------- | ---------------- | ------------ |
| 2006/07. | ЕХФ челенџ куп            | Групна фаза | Инфис ол кисинау | 36:21        |
| 2006/07. | ЕХФ челенџ куп            | Групна фаза | Лондон           | 37:23        |
| 2006/07. | ЕХФ челенџ куп            | Групна фаза | ГАК Килкис       | 29:28        |
| 2006/07. | ЕХФ челенџ куп            | 1/16        | Ловћен           | 23:20, 19:26 |
| 2007/08. | ЕХФ Куп побједника купова | 1/32        | Бершем           | 28:27, 28:23 |
| 2007/08. | ЕХФ Куп побједника купова | 1/16        | КИФ Колдинг      | 23:37, 28:47 |
| 2008/09. | ЕХФ Лига Европе           | 1/32        | Белененшеш       | 36:32, 22:31 |
| 2009/10. | ЕХФ челенџ куп            | Групна фаза | Тинекс Пролет    | 29:22        |
| 2009/10. | ЕХФ челенџ куп            | Групна фаза | Олимпија         | 44:30        |
| 2009/10. | ЕХФ челенџ куп            | Групна фаза | Ксико андебол    | 22:26        |
| 2009/10. | ЕХФ челенџ куп            | 1/16        | АО Димоу         | 30:27, 25:33 |